# Yungia
Genre
Yungia est un genre de vers plats polyclades marins de la famille des Pseudocerotidae.

## Systématique
Le nom valide complet (avec auteur) de ce taxon est Yungia Lang, 1884.

### Liste des espèces
Selon la base de données World Register of Marine Species (7 décembre 2023), le genre Yungia contient les espèces suivantes :
- Yungia aurantiaca (Delle Chiaje, 1822)
- Yungia dicquemari (Risso, 1818)
- Yungia teffi Dawydoff, 1952

### Synonymes, reclassements
Les reclassements, énumérés ci-dessous, sont faits au sein de la famille des Pseudocerotidae :
- l'espèce Yungia miniata (Schmarda, 1859) est reclassée en Pseudobiceros miniatus (Schmarda, 1859)
- l'espèce Yungia rubrocincta (Schmarda, 1859) est reclassée en Pseudobiceros rubrocinctus (Schmarda, 1859)
- l'espèce Yungia sasakii Kaburaki, 1923 est reclassée en Cryptoceros sasakii (Kaburaki, 1923)